# Achalkalaki (distrikt)
Achalkalaki (georgiska: ახალქალაქის მუნიციპალიტეტი, Achalkalakis munitsipaliteti) är ett distrikt i Georgien.   Det ligger i regionen Samtsche-Dzjavachetien, i den centrala delen av landet, 120 km väster om huvudstaden Tbilisi.